# Elda Pucci
Elda Pucci (Trapani, 21 febbraio 1928 – Palermo, 14 ottobre 2005) è stata una politica e pediatra italiana, sindaco di Palermo dal 1983 al 1984, prima e unica donna nella storia del capoluogo siciliano a ricoprire questa carica. È stata inoltre deputata al Parlamento europeo dal 1992 al 1994.

## Biografia

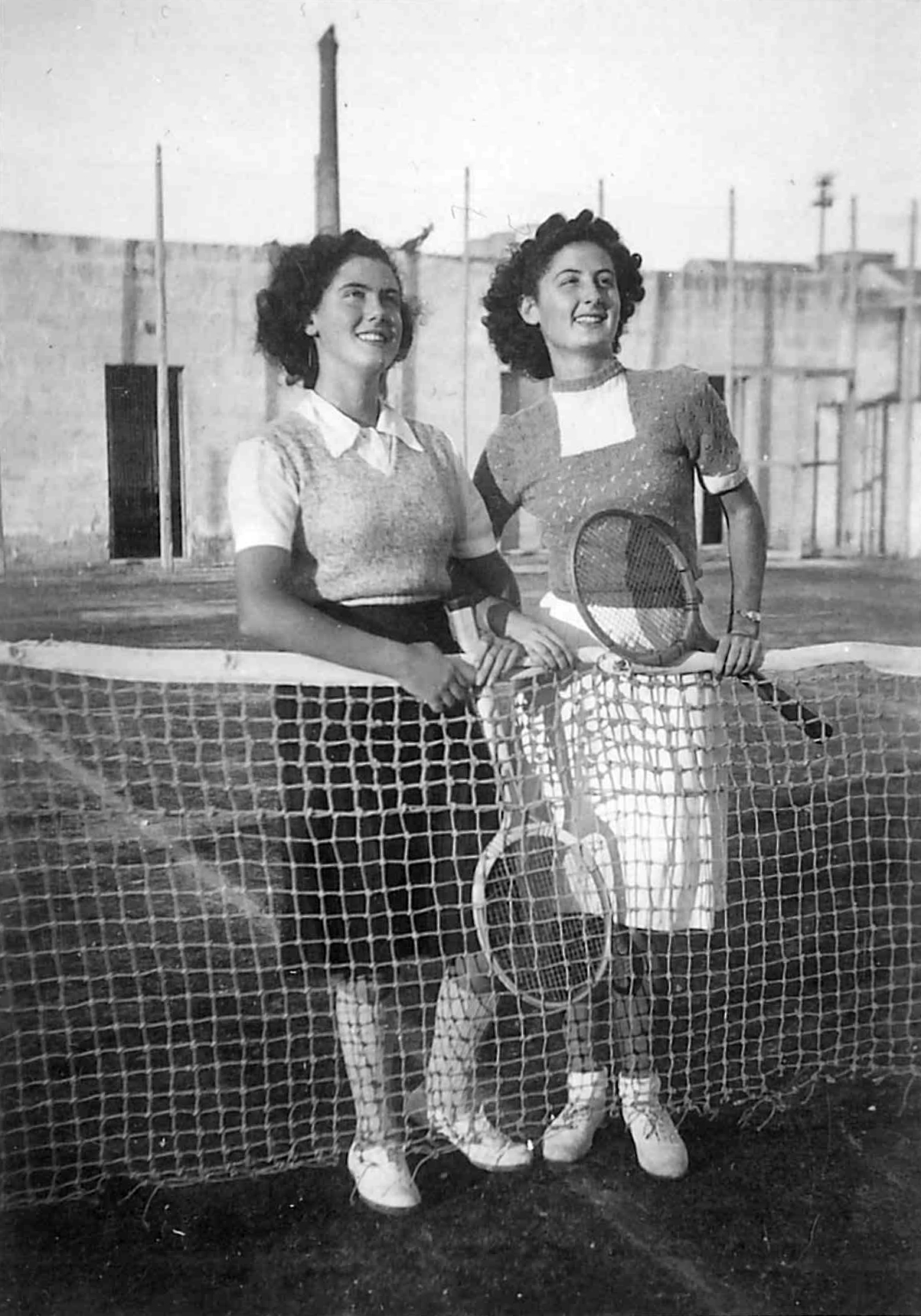
Elda Pucci con la sorella Evelina a Trapani nei primi anni '40

Figlia di Stefano Pucci, avvocato, ex ufficiale pilota decorato al valore durante la prima guerra mondiale ed esponente del Partito Nazionale Fascista di Trapani, Elda era sorella di Evelina Pucci e cugina della pittrice Carla Accardi.
Nel settembre 1942 - assieme alla sorella Evelina - partecipò alle gare di tennis del VII Campionato nazionale femminile della G.I.L., risultando sconfitta nelle fasi eliminatorie.
Si diplomò al liceo Ximenes di Trapani e si laureò nel 1951 in medicina all'università di Palermo. Nel 1954 si specializzò in clinica pediatrica. Pediatra, docente e primario presso l'Ospedale dei bambini “Di Cristina” di Palermo, fu anche la prima donna in assoluto in Italia a presiedere un Ordine provinciale dei medici, quello di Palermo.
Dal 1980 fu più volte consigliera comunale della DC a Palermo, vicina alle posizioni del fanfaniano Giovanni Gioia.

Elda Pucci con Giovanni Spadolini e il Cardinale Salvatore Pappalardo sul palco delle autorità del X Raduno Nazionale dei Marinai d'Italia svoltosi a Palermo l'8 e il 9 ottobre 1983

Fu sindaca del capoluogo siciliano dall'aprile 1983 all'aprile 1984, prima donna di una grande città italiana. Durante il suo mandato per la prima volta il comune di Palermo si costituì parte civile in un processo di mafia.
Durante la campagna elettorale del 1985 per l'elezione del consiglio comunale subì un attentato: la sera del 20 aprile due cariche di esplosivo da 25 chili fecero saltare in aria la sua villa di Piana degli Albanesi; l'esecutore fu Balduccio Di Maggio, con Vito Brusca e Vincenzo Milazzo, su ordine di Bernardo Brusca e Totò Riina. Alle amministrative di quell'anno fu la più votata con 21.000 preferenze, ma i leader DC preferirono come sindaco Leoluca Orlando, e restò in consiglio comunale fino al 1990.
Elda Pucci si candidò nel novembre 1993 nelle prime elezioni dirette del sindaco, ma venne sconfitta da Leoluca Orlando.
Fu presidente nazionale del Soroptimist Club d'Italia (1987-1989).
Subentrò come deputato al Parlamento europeo nel marzo 1992, dopo essere stata candidata alle elezioni del 1989 per la lista del PLI-PRI-FED. Fu membro della Commissione per i bilanci e della Delegazione per le relazioni con le Repubbliche di Jugoslavia fino al 1994.
Soprannominata "lady di ferro" per la determinazione con cui lottò contro la mafia, morì a causa di un male incurabile che la tormentava, in pochi mesi.